# مارفن المان
مارفن المان (بالألمانية: Marvin Ellmann)‏ (ولد في 21 سبتمبر 1987) هو لاعب كرة قدم ألماني يلعب كمهاجم.

## روابط خارجية
- مارفن المان على موقع قاعدة بيانات كرة القدم.إي يو (الإنجليزية)
- مارفن المان على موقع بيانات كرة القدم. دي إي (الألمانية)
- مارفن المان على موقع عالم كرة القدم.نت (الإنجليزية)